# Мъкълтио
Мъкълтио (на английски: Mukilteo) е град в окръг Снохоумиш, щата Вашингтон, САЩ. Мъкълтио е с население от 18 019 жители (2000) и обща площ от 24,3 km². Намира се на 0& nda sh; 182 m надморска височина. ЗИП кодът му е 98275, а телефонният му код е 425.